# Comes per Isauriam
Il Comes per Isauriam era il comandante di truppe di comitatensi di un settore del limes romano orientale, nella diocesi d'Isauria. Suo diretto superiore era al tempo della Notitia dignitatum (nel 400 circa), il magister militum praesentalis II.

## Elenco unità
Era a capo di ben 2 unità o distaccamenti di unità, come risulta dalla Notitia Dignitatum (Orien. XXIX):
- Legio II Isaura e la legio III Isaura.

### Fonti primarie
- Notitia Dignitatum, Orien. XXIX.

### Fonti storiografiche moderne
- J.Rodríguez González, Historia de las legiones Romanas, Madrid, 2003.
- A.K.Goldsworthy, Storia completa dellesercito romano, Modena 2007. ISBN 978-88-7940-306-1
- Y.Le Bohec, Armi e guerrieri di Roma antica. Da Diocleziano alla caduta dell'impero, Roma 2008. ISBN 978-88-430-4677-5